# Arleen Augér
Pour les articles homonymes, voir Auger.
Arleen Augér (South Gate, 13 septembre 1939 – Leusden, 10 juin 1993) est une cantatrice soprano colorature américaine.

## Biographie
Arleen Augér fait ses études générales au collège de Long Beach et pratique le chant à l'église dans la chorale, ainsi que le piano et le violon, puis étudie le chant de 1963 à 1968 à l'université de Californie et à Chicago avec le ténor Ralph Errolle. Après avoir remporté plusieurs concours et fait des tournées avec l'Orchestre philharmonique de Los Angeles, elle débute dans le rôle de Gilda dans Rigoletto de Verdi. Une bourse en 1967 lui permet de poursuivre ses études à Vienne. Après une audition par Josef Krips, elle débute dans La Flûte enchantée et obtient un contrat de longue durée à l'Opéra de 1967 à 1974,. Elle trouve un autre admirateur en la personne de Karl Böhm, avec qui elle chante et enregistre une notable Konstanze dans Die Entführung aus dem Serail. Ses autres grands rôles à Vienne comptent notamment Marie dans La Fille du régiment de Donizetti.
Elle est ensuite invitée à Hambourg (1970), Munich, Salzbourg (1970) et au MET en 1978 où elle interprète le rôle de Marzelline dans Fidelio, Francfort (1974). Elle enregistre aussi la musique ancienne, une soixantaine de cantates de Bach sous la direction d'Helmuth Rilling, se produit dans Alcina de Haendel à Londres et Los Angeles (1985 et 1986) ainsi que dans L'incoronazione di Poppea (Londres, 1986). Elle enregistre et donne en récitals le répertoire du lied avec Irwin Gage et l'enregistre avec Graham Johnson. Elle chante également à La Scala, L'Enfant et les Sortilèges (1975) et les Vier letzte Lieder de Richard Strauss.
Elle crée une œuvre de Gottfried von Einem : sa Geistliche Sonate (« sonate spirituelle ») pour soprano, trompette et orgue (1974) et, de Germaine Tailleferre, le Concerto de la fidélité (1982).
En avril 1990, peut-être déjà atteinte du cancer qui devait l'emporter, elle est dirigée par Bernstein dans la Messe en ut mineur de Mozart, célèbre pour son Et incarnatus est.

## Discographie
- Carl Philipp Emanuel Bach, Magnificat Wq 215 - Arleen Augér, soprano ; Helen Watts, alto ; Kurt Equiluz, ténor ; Wolfgang Schöne, basse ; Bach-Collegium Stuttgart, dir. Helmuth Rilling (septembre 1976, janvier/avril 1977, Hänssler Classic) (OCLC 861760520)
- Joseph Canteloube, Chants d'Auvergne - English Chamber Orchestra, dir. Yan Pascal Tortelier (1988, Virgin) (OCLC 249860436)
- Domenico Cimarosa, Il matrimonio segreto ; Arleen Augér (Carolina) ; Ryland Davies, ténor ; Dietrich Fischer-Dieskau, baryton ; Julia Varady, soprano ; Julia Hamari, mezzo-soprano - English Chamber Orchestra, dir. Daniel Barenboim (1975, Deutsche Grammophon)
- George Friedrich Haendel, Alcina ; Arleen  Augér (Alcina) ;  Della Jones, mezzo-soprano ; Kathleen Kuhlmann (mezzo-soprano) ; Eiddwen Harrhy, soprano - City of London Baroque Sinfonia, Opera Stage Chorus, dir. Richard Hickox (1985, EMI)
- Joseph Haydn, Orlando paladino ; Arleen Augér (Angelica) ; Elly Ameling, soprano ; George Shirley, ténor ; Gwendolyn Killebrew, soprano; Claes H. Ahnsjö, ténor ; Benjamin Luxon, baryton - Orchestre de Chambre de Lausanne, dir. Antal Dorati (1976, Philips)
- Jules Massenet, Werther ; Arleen Augér (Sophie) ; Placido Domingo, ténor ; Elena Obraztsova, mezzo-soprano ; Kurt Moll, basse -  Radio-Sinfonie-Orchester Köln, Kölner Kinderchor, dir. Riccardo Chailly (1979, Deutsche Grammophon)
- Felix Mendelssohn, Le Songe d'une nuit d'été/ Ein Sommernachtstraum (version complète). Arleen Auger, soprano, Ann Murray, mezzo-soprano, Ambrosian Opera Chorus, Philharmonia Orchestra, dir. Neville Marriner (1983, Philips Classics 411 106-2)
- Wolfgang Amadeus Mozart, Die Entfuhrung aus dem Serail ; Arleen Augér (Konstanze) ; Peter Schreier, ténor ; Reri Grist, soprano ; Kurt Moll, basse - Staatskapelle Dresden, Leipziger Rundfunkchor, dir. Karl Böhm (1974, Deutsche Grammophon)
- Wolfgang Amadeus Mozart, Don Giovanni ; Arleen Augér (Donna Elvira) ; Alan Titus, baryton ; Julia Varady, soprano ; Thomas Moser, ténor ; Rolando Panerai, baryton ; Edith Mathis, soprano - Sinfonieorchester und Chor des Bayerischen Rundfunks, dir. Rafael Kubelik (1984, Eurodisc)
- Wolfgang Amadeus Mozart, Don Giovanni ; Arleen Augér (Donna Anna) ; Håkan Hagegård, baryton ; Della Jones, soprano ; Gilles Cachemaille, baryton; Barbara Bonney, soprano - Drottningholm Court Theatre, dir. Arnold Östman (1989, L'Oiseau Lyre)
- Wolfgang Amadeus Mozart, Il re pastore ; Arleen Augér (Elisa) ; Edith Mathis, soprano ; Peter Schreier, ténor - Mozarteum-Orchester Salzburg, dir. Leopold Hager (1974, BASF)
- Wolfgang Amadeus Mozart, Le nozze di Figaro ; Arleen Augér (Contessa Almaviva) ; Petteri Salomaa, basse ; Barbara Bonney, soprano ; Håkan Hagegård, baryton ; Alicia Nafé, mezzo-soprano - Drottningholm Court Theatre, dir. Arnold Östman (1987, L'Oiseau Lyre)
- Wolfgang Amadeus Mozart, Mitridate ; Arleen Augér (Aspasia) ; Werner Hollweg, ténor ; Edita Gruberova, soprano ; Agnes Baltsa, mezzo-soprano; Ileana Cotrubas, soprano - Camerata Academica des Mozarteums Salzburg, dir. Leopold Hager (1977, Deutsche Grammophon)
- Georg Friedrich Haendel, Orlando ; David Thomas (Basse), Arleen Augér (Soprano), Catherine Robbin (Mezzo Soprano), Emma Kirkby (soprano), James Bowman (contre-ténor). Dir Christopher Hogwood, Académie de Musique Ancienne (1991, L'oiseau Lyre)
- Maurice Ravel, Shéhérazade - Arleen Auger, soprano ; The Philharmonia, dir. Libor Pešek (1992, Virgin) (OCLC 28031962)

Récitals
- Liederabend : Gluck, Haydn, Mozart - Arleen Augér, soprano ; Erik Werba, piano (concert, 11 mai 1978, Orfeo) (OCLC 989978029)
- Grandi voci : Mozart et Haydn - Drottningholms Slottsteater, dir. Arnold Östman (1987-1989, Decca) (OCLC 317543268)
- The art of Arleen Augér (1989/1991, Koch Classics) (OCLC 29889358)
- Arleen Augér, American soprano : Lieder et extraits d'oratorios, opéras, cantates et passions - Mostly Mozart Orchestra, dir. Gerald Schwarz : Dalton Baldwin, piano (2 CD Delos DE 3712) (OCLC 811335359)